# Петровци (Хорватия)
Петровци (хорв. Petrovci, русин. Петровци) — село на востоке Хорватии, в области Славония, административно относится к общине Богдановци, которая в свою очередь входит в состав Вуковарско-Сремской жупании. Населено преимущественно русинами и украинцами. Здесь состоялся один из Всемирных конгрессов русинов.

## Население
Население по данным переписи 2011 года составляло 864 человека .

## Климат
Среднегодовая температура составляет 11,07 °C, средняя максимальная 25,34 °C, а средняя минимальная −5,98 °C. Среднегодовое количество осадков — 677 мм.